# Prins Alexander (stadsdel)

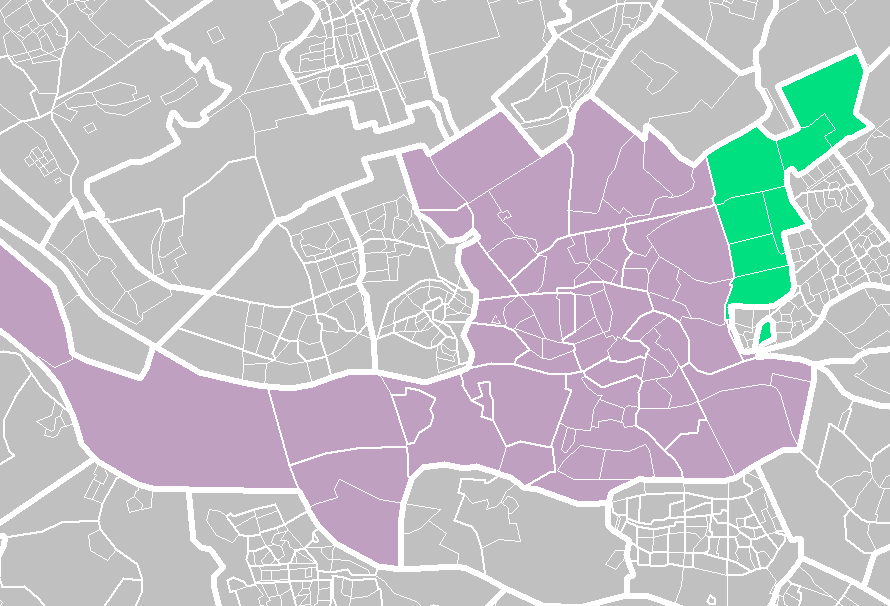
Prins Alexanders läge i kommunen.

Prins Alexander är en av Rotterdams fjorton kommundelar (bestuurscommissiegebieden, till 2014 deelgemeenten) och hade år 2004 84 554 invånare.